# Егерски еялет
Егерският еялет (на османски турски: ایالت اگیر) е еялет на Османската империя с център град Егер, включващ части от днешните Унгария, Словакия и Сърбия.
Еялетът е образуван през 1596 година от част от Будински еялет и новоприсъединени унгарски територии. Той съществува до 1687 година, когато в хода на Австро-турската война от 1683 – 1699 година е включен в Хабсбургската монархия.